# Kabelskib
Kabelskib er et skib der er særlig indrettet til udlægning af søkabler. Det er forsynet med tanke til opbevaring af kablerne og særlige kabelspil til indhivning og udstikning af kablerne samt instrumenter til kabelundersøgelser med mere. Kabelbåde kaldes mindre fartøjer til kabeludlægning.